# 焼失
| ウィキペディアには「焼失」という見出しの百科事典記事はありません（タイトルに「焼失」を含むページの一覧/「焼失」で始まるページの一覧）。 代わりにウィクショナリーのページ「焼失」が役に立つかもしれません。 |